# منتخب نيوزيلندا لاتحاد الرغبي للسيدات
منتخب نيوزيلندا لاتحاد الرغبي للسيدات (بالإنجليزية: New Zealand women's national rugby union team)‏ هو ممثل نيوزيلندا الرسمي في المنافسات الدولية في اتحاد الرغبي في فئة رياضة نسوية. تأسس في 26 أغسطس 1990.

## وصلات خارجية
- الموقع الرسمي